# Toyoji Takahashi
Toyoji Takahashi (高橋 豊二, Takahashi Toyoji) est un footballeur japonais né en 1913 et mort le 5 mars 1940. 
Il est le petit-fils du 20e premier ministre japonais Takahashi Korekiyo, qui officie entre 1921 et 1922.

## Biographie
Toyoji Takahashi participe aux Jeux olympiques d'été de 1936 avec le Japon, comme joueur remplaçant.